# Chào mừng đến lớp học đề cao thực lực
Chào mừng đến lớp học đề cao thực lực (Nhật: ようこそ実力至上主義の教室へ Hepburn: Yōkoso jitsuryoku shijō shugi no kyōshitsu e, n.đ.: "Chào mừng đến với lớp học của chủ nghĩa thực lực chí thượng") hay gọi tắt là YōJitsu (よう実) là loạt light novel do Kinugasa Shōgo sáng tác và Tomose Shunsaku minh hoạ. Được Media Factory xuất bản dưới ấn hiệu MF Bunko J kể từ ngày 25 tháng 5 năm 2015. Tại Việt Nam, bộ truyện đã được IPM mua bản quyền và phát hành tại Việt Nam từ năm 2022. Bộ truyện được chia làm ba phần: Năm Nhất, Năm Hai và Năm Ba. Phần Năm Nhất được xuất bản kể từ ngày 25 tháng 5 năm 2015 cho đến ngày 25 tháng 9 năm 2019. Phần Năm Hai được xuất bản từ ngày 24 tháng 1 năm 2020 đến ngày 25 tháng 11 năm 2024, bao gồm mười hai tập chính và ba tập truyện ngắn. Phần Năm Ba, bắt đầu từ ngày 24 tháng 3 năm 2025, tiếp tục được xuất bản.
Bộ truyện có hai phần manga chuyển thể. Phần Năm Nhất do Ichino Yuyu minh hoạ, được đăng trên tạp chí Monthly Comic Alive của Media Factory kể từ ngày 27 tháng 1 năm 2016. Phần Năm Hai do Sasane Shia minh hoạ, cũng được đăng trên tạp chí Monthly Comic Alive kể từ ngày 25 tháng 12 năm 2021. Mùa anime truyền hình chuyển thể đầu tiên được sản xuất bởi studio Lerche, phát sóng kể từ tháng 7 đến tháng 9 năm 2017. Mùa anime thứ hai phát sóng vào tháng 7 năm 2022 và mùa thứ ba lên sóng vào tháng 1 năm 2024 đến tháng 3 năm 2024.
Lấy bối cảnh tại trường trung học quốc gia danh tiếng 'Trường nuôi dưỡng nâng cao thủ đô Tokyo' do chính phủ Nhật Bản thành lập,  câu chuyện kể về cuộc tranh chấp về 'Lớp A' mà các thành viên được mệnh danh là đạt được bất kỳ thành công mong muốn nào sau khi tốt nghiệp.

## Nội dung
Trường Trung học Phổ thông Đào tạo Nâng cao là ngôi trường danh giá hàng đầu Nhật Bản, với gần 100% học sinh đỗ vào trường đại học mong muốn và tìm được việc làm. Học sinh được sử dụng cơ sở vật chất hiện đại bậc nhất, mỗi tháng được cấp một số điểm có giá trị tương đương 100.000 yên, tự do tạo kiểu tóc và mang vật dụng cá nhân. Thật giống như sống trên thiên đường.
Thực chất, đây là ngôi trường theo chủ nghĩa đề cao thực lực, nơi chỉ học sinh ưu tú mới được đãi ngộ tốt. Vì lý do riêng, nhân vật chính Ayanokouji Kiyotaka làm bài thi đầu vào qua loa, rồi bị xếp vào lớp D hạng bét - thường bị giễu cợt là cái “ổ” tập trung “hàng lỗi”. Tại đây, cậu gặp Horikita Suzune - một nữ sinh xinh đẹp học giỏi nhưng tính cách kiêu ngạo, và Kushida Kikyou - một cô bạn dịu dàng tốt bụng tựa thiên thần. Nhờ đó, tình hình quanh Kiyotaka dần biến chuyển...

## Nhân vật

### Lớp D (Cựu)
Ayanokōji Kiyotaka (綾小路 清隆 (Lăng Tiểu Lộ Thanh Long))
Lồng tiếng bởi: Chiba Shōya
Một học sinh vô cảm và rất kém trong giao tiếp với người khác. Điểm của cậu chủ ý là trung bình và rất ý thức về cách mình sử dụng điểm. Được tiết lộ rằng cậu có năng khiếu học tập và trí tuệ cao để lọt vào lớp cao nhất nếu muốn, nhưng vì một số lý do, cậu lại muốn vào Lớp D. Giáo viên chủ nhiệm lớp D Chabashira đã nói rằng cậu cố tình đạt 50 trên 100 điểm của mọi môn trong kỳ thi tuyển sinh. Mặc dù không thể hiện bất kỳ loại chế độ thể dục nào, cậu có thể hình cực kỳ tốt và được coi là rất giỏi võ thuật. Cậu cũng thể hiện là người cực kỳ thông minh khi nghĩ ra nhiều kế hoạch lớn khác nhau để đánh lừa và sử dụng hầu hết tất cả mọi người trong trường. Cậu ta thích ở trong nền và sử dụng người khác để thực hiện kế hoạch của mình bất cứ khi nào cần thiết. Trong một đoạn hồi tưởng ngắn, cậu ta là một phần của một thí nghiệm được thực hiện bởi một tổ chức không rõ thuộc sở hữu của cha cậu ta, trong một cơ sở không xác định được gọi là "Căn phòng trắng" buộc trẻ em phải tham gia vào một loạt các thử nghiệm được thiết kế để nâng cao và đào tạo những đứa trẻ thành thiếu niên với những khả năng gần như siêu phàm và cậu được chứng minh là người duy nhất đáp ứng tất cả các tiêu chí.
Horikita Suzune (堀北 鈴音 (Quật Bắc Linh Âm))
Lồng tiếng bởi: Kitō Akari
Một học sinh khá kiêu ngạo sở hữu vẻ đẹp và trí tuệ. Cô tham gia cùng lớp với Kiyotaka và cũng cẩn thận về cách cô sử dụng điểm của mình. Giống như Kiyotaka, cô gặp khó khăn khi giao tiếp với người khác nhưng không giống như cậu, cô nghĩ bạn bè là không cần thiết. Kiyotaka là học sinh duy nhất trong lớp mà cô luôn nói chuyện và tâm sự với cậu nhất, vì cô dường như bày tỏ sự quan tâm đến tính cách sâu sắc nhưng bí ẩn của cậu ta và nghi ngờ về cậu và quá khứ bí ẩn của cậu, tin rằng cậu đang che giấu nhiều thực lực hơn nữa. Anh trai của cô, Manabu, học cùng trường với cô và là Chủ tịch Hội học sinh của trường, người luôn tự xa lánh cô do cảm thấy xấu hổ khi bị xếp vào Lớp D. Hầu như mọi người đều coi cô là một người cứng rắn, xa cách, lạnh lùng và thù địch, giả vờ giúp đỡ người khác chỉ vì lợi ích của mình. Thực ra, cô thực sự có một trái tim nhân hậu và thực sự quan tâm đến người khác. Tuy nhiên, không phải là cô sẽ dễ dàng coi ai đó là bạn. Cô cũng có kiến thức về võ thuật, khi cô chiến đấu với Mio Ibuki, một học sinh Lớp C và chống lại cô ấy, mặc dù lúc đó đang bị ốm. Thái độ của cô dường như được cải thiện theo chiều hướng tốt hơn khi bản thân cô thừa nhận thói đạo đức giả của mình rằng không khác gì các bạn cùng lớp khi phải đối mặt với một vấn đề nghiêm trọng.
Kushida Kikyō (櫛田 桔梗 (Trất Điền Kết Ngạnh))
Lồng tiếng bởi: Kubo Yurika
Một nữ sinh nổi tiếng của Lớp D có một tính cách có vẻ dễ mến, vui vẻ và cũng muốn kết bạn với tất cả mọi người trong trường. Tuy nhiên, đằng sau vẻ ngoài vui vẻ và quan tâm đó, cô có một tính cách khác là bạo lực, máu lạnh, đáng ghét và lôi kéo như khi cô buộc Kiyotaka phải giữ bí mật về tính cách đen tối của mình, kẻo cô sẽ buộc tội cậu ta vừa cưỡng hiếp cô. Cô thể hiện sự căm phẫn sâu sắc đối với Suzune, đến mức sẽ làm bất cứ điều gì để đuổi cô ra khỏi ngôi trường. Trong light novel và cả anime, cô được tiết lộ là học cùng trường cấp hai với Suzune và cho rằng Suzune đã phát hiện ra quá khứ đen tối của mình. Tệ hơn nữa, Suzune thậm chí còn không tận mắt chứng kiến sự việc mà chỉ nghe được tin đồn về nó. Kushida sẵn sàng tiêu diệt hoàn toàn Suzune nếu cô chú ý đến một tin đồn mà mình hầu như không quan tâm. Khi còn học trường cấp hai, để trút bỏ căng thẳng khi trở thành người đi đầu trong lớp nhằm thu hút sự chú ý của mình, cô đã bắt đầu một blog nơi mình nói xấu tất cả các bạn cùng lớp. Cuối cùng, blog bị phát hiện và cả lớp nhanh chóng suy ra rằng đó là cô, quay lưng lại với cô. Cảm thấy bị chỉ trích, cô tiết lộ tất cả thông tin về họ mà mình không đăng, chẳng hạn như những hành động ngoại tình và nói xấu người khác đã làm, dẫn đến việc các bạn cùng lớp của cô ta quay lưng lại với nhau, gieo rắc sự bất hòa cho cả lớp.
Sakura Airi (佐倉 愛里 (Tá Thương Ái Lý))
Lồng tiếng bởi: M.A.O
Một nữ sinh trung học của lớp D, do tâm lý sợ hãi và lo lắng khiến cô gặp khó khăn trong giao tiếp và tương tác với người khác. Cô không thích nổi bật nhưng thích chụp ảnh người mẫu. Ban đầu cô được tiết lộ là một thần tượng chụp ảnh, cho đến khi tính mạng của cô gặp nguy hiểm khi bị một kẻ theo dõi làm việc trong một cửa hàng điện tử truy đuổi và định ngược đãi cô, khiến cô không thể chịu nổi nữa trong suốt quãng đời còn lại. May mắn thay, Kiyotaka và Honami đến đúng lúc, cứu sống cô và kẻ theo dõi đã bị cảnh sát bắt giữ, nhờ camera an ninh đặt xung quanh khuôn viên và GPS, hệ thống trên điện thoại di động của mỗi học sinh. Sau đó, cô cảm thấy vô cùng mắc nợ Kiyotaka, khiến cô ngưỡng mộ cậu vì đã cứu cô.
Karuizawa Kei (軽井沢 恵 (Khinh Tỉnh Trạch Huệ))
Lồng tiếng bởi: Taketatsu Ayana
Một trong những học sinh đứng đầu lớp D, người có vấn đề về tính cách do bị bắt nạt trong quá khứ. Cô ban đầu coi Kiyotaka không có gì đặc biệt, nhưng dần dần hình thành một mối quan hệ tin cậy rất chặt chẽ với Kiyotaka do được cậu giúp đỡ và nhận thấy rằng cậu có một mặt bí ẩn đen tối mà không muốn mọi người biết, cô đã phải lòng Kiyotaka, vì cô rất ghen tị với Maya Sato, do lời tỏ tình của cô với cậu ta. Hơn nữa trong tập 6 của light novel, cô là người duy nhất nhớ và tổ chức sinh nhật cho cậu, khiến Kiyotaka lưỡng lự trong việc xóa tin nhắn của cô, điều mà cậu thường làm và cũng biết được ngày sinh nhật của cô và quyết định làm điều tương tự với cô. Cô và Kiyotaka còn gọi nhau bằng tên, cũng cho thấy họ thân thiết đến mức nào. Tình cảm ngày càng tăng của cô dành cho cậu cũng được thể hiện. Trong các tập sau, cô được Kiyotaka tỏ tình và họ trở thành một cặp.
Hirata Yōsuke (平田 洋介 (Bình Điền Dương Giới))
Lồng tiếng bởi: Ōsaka Ryōta
Học sinh đứng đầu lớp D. Điểm của cậu xứng đáng ở lớp cao hơn, nhưng cuối cùng lại bị mắc kẹt ở Lớp D vì những lý do chưa được giải thích. Cậu ta đang có "hẹn hò" với Karuizawa mặc dù đây được tiết lộ là một mưu mẹo và sự che đậy để cô không bị bắt nạt ở trường. Trong light novel có gợi ý rằng Hirata bắt đầu nghi ngờ Kiyotaka vì sự thao túng và lợi dụng người khác, đồng thời lợi dụng các sự kiện đã xảy ra thông qua nhiều âm mưu lớn khác nhau để dần dần giúp đỡ Lớp D và thực hiện việc đó một cách tinh vi mà người khác không hề hay biết và dường như không biết chuyện gì đang xảy ra.
Kōenji Rokusuke (高円寺 六助 (Cao Viên Tự Lục Trợ))
Lồng tiếng bởi: Iwasawa Toshiki
Anh là một người tự yêu chính mình, xuất thân từ một gia đình học giả nổi tiếng có uy tín, vì anh được trang bị năng lực thể chất và trí thông minh tuyệt vời, tuy nhiên, anh đã kết thúc vào Lớp D vì quá kiêu ngạo và tự cao. Tuy nhiên, không giống như những học sinh khác của mình, những người đang phải vật lộn để có đủ điểm, anh không lo lắng về điều đó vì gia đình giàu có của anh có thể mua số điểm cần thiết để cho anh sử dụng.
Sudō Ken (須藤 健 (Tu Đằng Kiện))
Lồng tiếng bởi: Takeuchi Eiji
Một trong "Bộ ba thằng ngốc của lớp D" và là cầu thủ của đội bóng rổ trong câu lạc bộ. Mặc dù có năng lực thể thao tốt nhất so với các bạn cùng lớp, nhưng trí thông minh rất kém, tính khí nóng nảy khiến cậu dễ nổi giận và khiêu khích, điều mà Suzune và Kiyotaka không can thiệp được, và đã làm cậu ta bị trục xuất hai lần. Tính cách của cậu đã được cải thiện một chút mặc dù vẫn cư xử thô bạo với người khác và cậu được cho là có tình cảm với Suzune. Trong đại hội thể thao, cậu dường như đã hình thành một mối quan hệ khá thân với Suzune.
Ike Kanji (池 寛治 (Trì Khoan Trị))
Lồng tiếng bởi: Abe Daiki
Một trong "Bộ ba thằng ngốc của Lớp D", người có trí thông minh kém, mặc dù kỹ năng giao tiếp và kinh nghiệm cắm trại của cậu rất xuất sắc. Cậu cũng được cho là có tình cảm với Kushida.
Yamauchi Haruki (山内 春樹 (Sơn Nội Xuân Thụ))
Lồng tiếng bởi: Iwanaka Mutsuki
Một trong "Bộ ba thằng ngốc của Lớp D", người có khuynh hướng nói dối. Cậu cũng có tình cảm với Kushida nhưng cũng có tình cảm với Sakura. Trong tập spin-off của light novel, cậu tỏ tình với Sakura nhưng bị từ chối do cô không có khả năng và không thoải mái trong việc đối phó với tình huống khó chịu cũng như tình cảm của cô dành cho Kiyotaka.
Yukimura Teruhiko (幸村 輝彦 (Hạnh Thôn Huy Ngạn))
Lồng tiếng bởi: Gōda Tsubasa
Một chàng trai đeo kính với trí thông minh tuyệt vời. Bất chấp khả năng học tập của mình, khả năng thể thao kém của cậu đã đưa cậu vào Lớp D. Trong light novel tập 6, cậu là thành viên trong nhóm học tập của Kiyotaka.
Maya Sato (佐藤 麻耶 (Tá Đằng Ma Da))
Lồng tiếng bởi: Lynn
Một cô gái trong lớp của Kiyotaka đã thích cậu và tỏ tình nhưng bị Kiyotaka từ chối.

### Lớp C (Cựu)
Ryūen Kakeru (龍園 翔 (Long Viên Tưởng))
Lồng tiếng bởi: Mizunaka Masaaki
Một học sinh lớp C nổi tiếng là một kẻ du côn đáng sợ, nơi hắn ta cai trị lớp học như một ông trùm mafia và có một nhóm tay sai làm công việc bẩn thỉu cho hắn. Hắn sau cùng bị Ayanokouji đánh cho một trận vì để giải cứu Karuizawa đang bị bắt nạt.
Ibuki Mio (伊吹 澪 (Y Xúy Linh))
Lồng tiếng bởi: Komatsu Mikako
Một học sinh lớp C, người coi thường danh tiếng bẩn thỉu của Ryuuen. Không chỉ có học lực xuất sắc mà ngoại hình của cô cũng không thể coi thường. Cô rất giỏi trong chiến đấu, có kiến thức về một số kỹ năng võ thuật có thể sánh ngang với nhiều võ sĩ.
Shīna Hiyori (椎名 日和 (Chuy Danh Nhật Hóa))
Lồng tiếng bởi: Takahashi Rie
Một học sinh lớp C, không rõ hành tung của cô là gì. Cô và Kiyokata giáp mặt nhau trong thư viện khi cậu đi trả cuốn sách giùm Horikita.
Albert Yamada (山田 ア ル ベ ル ト (Albert Sơn Điền))
Lồng tiếng bởi: Ricky
Một học sinh lớp C và là người Nhật gốc Phi. Một trong những tay sai của Ryūen. Anh là nhân vật duy nhất không nói được tiếng Nhật, vì anh chỉ sử dụng tiếng Anh để giao tiếp. Anh là một người cao, cơ bắp và sẽ làm bất cứ điều gì nếu Ryuuen đề nghị.

### Lớp B
Ichinose Honami (一之瀬 帆波 (Nhất Chi Lại Phâm Ba))
Lồng tiếng bởi: Tōyama Nao
Lớp trưởng của Lớp B, và là người rất tốt bụng, quan tâm và bình tĩnh. Cô là một trong những học sinh đứng đầu lớp và được rất nhiều người ngưỡng mộ và kính trọng. Tuy nhiên, không giống như hầu hết các học sinh khác coi thường học sinh từ các lớp thấp hơn, cô thực tế và cũng là bạn của một số người như Kushida và Kiyotaka. Cô đã có được một số lượng lớn điểm, và dường như bí mật về điều đó, khiến Kiyotaka tự hỏi về việc làm thế nào cô có được nhiều đến thế. Cô cũng bày tỏ sự quan tâm của mình đến khả năng thực sự và trí thông minh của Kiyotaka bằng cách tự hỏi về điều đó, đặc biệt hơn là tại sao cậu lại che giấu tài năng thực sự của mình với người khác.
Kanzaki Ryūji (神崎 隆二 (Thần Kỳ Long Nhị))
Lồng tiếng bởi: Wakayama Akihisa
Một học sinh lớp B, người được coi là khá thông minh và thân thiện, cùng với Ichinose, đã không ngại giúp đỡ Kiyotaka trong việc chứng minh Sudo vô tội trong vụ án bạo lực của Lớp C.

### Lớp A
Sakayanagi Arisu (坂柳 有栖 (Phản Liễu Hữu Tê))
Lồng tiếng bởi: Hidaka Rina
Thủ lĩnh chính của Lớp A có chiều cao khá lùn so với một học sinh trung học, người dường như bị tàn tật vì cô thường chống gậy đi lại và khá thấp so với lứa tuổi của mình khi so sánh với các bạn cùng lớp do mắc bệnh tim bẩm sinh. Cô được chứng minh là rất thông minh, vì cô có vẻ hiểu biết rất cao về các quy tắc của trường và hệ thống S. Ryuen từ Lớp C đề cập đến việc cô vẫn đang đóng vai trò là "Nữ hoàng" của trường vì đã được học ở Lớp A. Có một sự cạnh tranh gay gắt giữa cô và Ryuen cùng với các lớp tương ứng của họ khi cô nghĩ rằng những thử thách của hắn ta chống lại Lớp A rất thú vị nhưng cuối cùng cũng vô ích. Cô được tiết lộ là đã biết về "Căn phòng trắng" và bí mật rằng cô biết Kiyotaka, nơi cô đã gặp cậu cách đây 8 năm 243 ngày trong quá khứ. Theo cô, cô biết cậu ta rất rõ bao gồm mọi thứ về quá khứ bí ẩn mặc dù cậu phủ nhận biết về cô và dường như không nhớ cô. Trong tập 7 của light novel, ông Sakayanagi, Chủ tịch Hội đồng trường và là người quen cũ của cha Kiyotaka, xác nhận rằng Arisu là con gái ông, từ đó giải thích một phần lý do tại sao cô lại quan sát trực tiếp Kiyotaka đằng sau cửa sổ trong Phòng Trắng.
Katsuragi Kōhei (葛城 康平 (Cát Thành Khang Bình))
Lồng tiếng bởi: Hino Satoshi
Một người thông minh và là học sinh được kính trọng nhất của Lớp A, người đảm nhận toàn bộ trách nhiệm của lớp mình. Vì lý do nào đó, anh có một quá khứ rắc rối khi bị từ chối gia nhập hội học sinh vì những thất bại không rõ nguyên nhân.
Nagumo Miyabi (南雲 雅 (Nam Vân Nhã))
Lồng tiếng bởi: Saito Soma
Một học sinh lớp A năm 2 kế nhiệm Manabu Horikita làm Chủ tịch Hội học sinh. Trong khi Manabu giống một Hội trưởng hội học sinh nghiêm túc thì Nagumo cai trị hội học sinh bằng nắm đấm và trục xuất bất cứ ai cố gắng chống lại anh ta.
Totsuka Yahiko (戸塚 弥彦 (Hộ Trủng Di Ngạn))
Lồng tiếng bởi: Daisuke Motohashi
Anh là học sinh lớp 1-A và là thành viên của Phe Katsuragi. Là một học sinh Lớp A, Yahiko tỏ ra khá tự cao và trịch thượng và anh ghét những học sinh lớp dưới, thậm chí gọi họ là rác rưởi.

### Hội học sinh
Horikita Manabu (堀北 学 (Quật Bắc Học))
Lồng tiếng bởi: Umehara Yūichirō
Anh trai của Suzune và là chủ tịch hội học sinh của trường. Anh rất được kính trọng đối với các lớp trên của hội sinh viên trường. Tuy vậy, anh phẫn nộ với Suzune vì cô ở lớp D và vì sự hiện diện của cô đe dọa danh tiếng của anh trong hội học sinh. Manabu được thể hiện là một anh chàng rất nghiêm túc và thông minh, người gắn bó với vai trò là Chủ tịch Hội học sinh và thể hiện khá thành thạo võ thuật như đã đấu với Kiyotaka. Sau cuộc chạy đua trong lễ hội thể thao của trường, Manabu hứng thú đến Kiyotaka và coi cậu ta như một đối thủ xứng tầm.
Tachibana Akane (橘 茜 (Quất Thiến))
Lồng tiếng bởi: Kohara Konomi
Thư ký Hội học sinh, người được nhìn thấy với Chủ tịch Hội học sinh Manabu của trường gần như mọi lúc và có tình cảm với Manabu.

### Giáo viên
Chabashira Sae (茶柱 佐枝 (Trà Trụ Tá Chi))
Lồng tiếng bởi: Satō Rina
Một giáo viên chủ nhiệm Lớp D rất lạnh lùng và thờ ơ với lớp của mình mặc dù cô có thể bị mua chuộc với mức giá phù hợp khi cô ấy sẵn sàng bán điểm cho một học sinh có nguy cơ bị đuổi học. Cô là người biết sự thật đằng sau việc Lớp D chỉ định những học sinh có kém cỏi và tiềm năng tiềm ẩn của Kiyotaka là "người khiếm khuyết nhất" nhưng lại là học sinh xuất sắc trong Lớp D. Cô đe dọa cậu ta sẽ bị đuổi học nếu cậu không lên Lớp A ngay lập tức, vì đã kìm hãm khả năng thực sự và trí thông minh thực sự của cậu ấy. Không biết tại sao cô lại muốn cậu lên lớp cao (lớp A) hơn. Một lý do có thể là cô cảm thấy như cậu ấy đang lãng phí tài năng thực sự của mình khi xếp vào lớp thấp nhất thay vì ở lớp cao nhất mà cậu ta xứng đáng có được. Sau đó, cô tiết lộ với Kiyotaka rằng cha cậu muốn bị đuổi học và ông đã nói rằng Kiyotaka sẽ tự nguyện lựa chọn việc trục xuất.
Hoshinomiya Chie (星之宮 知恵 (Tinh Chi Cung Trí Huệ))
Lồng tiếng bởi: Kanemoto Hisako
Một giáo viên chủ nhiệm ở Lớp B, nổi tiếng là một kẻ ăn chơi trác táng và say xỉn. Bất chấp những điều kỳ quặc của mình, cô tỏ ra là người sâu sắc khi nhận ra rằng Kiyotaka, người mà cô chưa từng gặp có thể gây ra một vấn đề cho lớp của mình dựa trên những gì Ichinose nói với cô về cậu học sinh này. Trong light novel, cô đã hình thành một mối quan hệ thân thiết rất độc đáo với Kiyotaka, người mà cô trêu chọc và thậm chí tán tỉnh cậu mặc dù là một giáo viên, mặc dù cậu có vẻ hơi khó chịu trước hành vi lập dị của cô.
Chủ tịch Sakayanagi (坂柳 成守 (Phản Liễu Thành Thủ) Sakayanagi Narumori)
Lồng tiếng bởi: Mitsuru Miyamoto
Chủ tịch của trường và là thư ký cũ của Giáo sư Ayanokouji. Trước đây ông đã chứng kiến mình và con gái Arisu quan sát Kiyotaka trong Căn Phòng trắng. Mặc dù tuân thủ pháp luật nhưng ông cũng rất quan tâm đến học sinh của mình.

Tokinari Tsukishiro (月城 常成, Tsukishiro Tokinari)
Lồng tiếng bởi: Ryōta Takeuchi
Chủ tịch tạm thời mới của trường. Ông được Giáo sư Ayanokouji cử đến để dụ con trai mình ra khỏi trường, nghĩa là đuổi học cậu.

### Khác
Giáo sư Ayanokouji (綾小路 篤臣 (Lăng Tiểu Lộ Đốc Thần) Ayanokōji Atsuomi)
Lồng tiếng bởi: Yasunori Masutani
Cha của Kiyotaka và là một người rất lạnh lùng, thờ ơ. Ông là người đứng đầu của "Căn phòng Trắng", nơi được sử dụng để huấn luyện Kiyotaka khi cậu vẫn còn là một đứa trẻ. Ông không vui khi con trai mình được nhận vào học mà không hề hay biết, vì ông coi trọng Kiyotaka như một vũ khí lợi hại cho những tham vọng vô định. Ông cố gắng thuyết phục con trai mình bỏ học nhưng bị chủ tịch của trường ngăn cản ông làm điều đó. Tuy nhiên, ông vẫn tìm mọi cách để dụ con trai mình rời khỏi trường, dù bằng cách tàn nhẫn nhất.

## Các tập light novel
Loạt light novel do Kinugasa Shōgo sáng tác và Tomose Shunsaku minh hoạ. Được Media Factory xuất bản dưới ấn hiệu MF Bunko J kể từ ngày 25 tháng 5 năm 2015. Tại Việt Nam, bộ truyện đã được IPM mua bản quyền. Bộ truyện được chia làm ba phần là Năm Nhất, Năm Hai, Năm Ba.
Phần Năm Nhất gồm 11 tập chính truyện và 3 tập tuyển tập truyện ngắn, được xuất bản kể từ ngày 25 tháng 5 năm 2015 cho đến ngày 25 tháng 9 năm 2019. 
Phần Năm Hai, gồm 12 tập chính truyện và 3 tập tuyển tập truyện ngắn, được xuất bản kể từ ngày 24 tháng 1 năm 2020 cho đến ngày 25 tháng 11 năm 2024.
Phần Năm Ba sẽ bắt đầu được xuất bản từ ngày 24 tháng 3 năm 2025

#### Chào mừng đến lớp học đề cao thực lực - Năm Nhất
| #    | Phát hành Tiếng Nhật | Phát hành Tiếng Nhật | Phát hành Tiếng Việt | Phát hành Tiếng Việt |
| #    | Ngày phát hành       | ISBN                 | Ngày phát hành       | ISBN                 |
| ---- | -------------------- | -------------------- | -------------------- | -------------------- |
| 1    | 25 tháng 5, 2015     | 978-4-04-067657-9    | 1 tháng 6, 2022      | 978-604-359-058-6    |
| 2    | 25 tháng 9, 2015     | 978-4-04-067778-1    | 8 tháng 7, 2022      | 978-604-359-364-8    |
| 3    | 25 tháng 1, 2016     | 978-4-04-068008-8    | 31 tháng 8, 2022     | 978-604-374-387-6    |
| 4    | 25 tháng 5, 2016     | 978-4-04-068338-6    | 12 tháng 11, 2022    | 978-604-382-351-6    |
| 4.5  | 23 tháng 9, 2016     | 978-4-04-068629-5    | 13 tháng 6, 2023     | 978-604-55-1651-5    |
| 5    | 25 tháng 1, 2017     | 978-4-04-069017-9    | 23 tháng 7, 2023     | 978-604-55-9577-0    |
| 6    | 25 tháng 5, 2017     | 978-4-04-069231-9    | 30 tháng 11, 2023    | 978-604-478-568-4    |
| 7    | 25 tháng 10, 2017    | 978-4-04-069458-0    | 25 tháng 2, 2024     | —                    |
| 7.5  | 25 tháng 1, 2018     | 978-4-04-069675-1    | 25 tháng 8, 2024     | —                    |
| 8    | 25 tháng 5, 2018     | 978-4-04-069861-8    | 27 tháng 10, 2024    | —                    |
| 9    | 25 tháng 9, 2018     | 978-4-04-065157-6    | 16 tháng 1, 2025     | —                    |
| 10   | 25 tháng 1, 2019     | 978-4-04-065506-2    | 25 tháng 5, 2025     | —                    |
| 11   | 25 tháng 5, 2019     | 978-4-04-065739-4    | _                    | —                    |
| 11.5 | 25 tháng 9, 2019     | 978-4-04-064007-5    | _                    | —                    |

#### Chào mừng đến lớp học đề cao thực lực - Năm Hai
| #    | Phát hành Tiếng Nhật | Phát hành Tiếng Nhật | Phát hành Tiếng Việt | Phát hành Tiếng Việt |
| #    | Ngày phát hành       | ISBN                 | Ngày phát hành       | ISBN                 |
| ---- | -------------------- | -------------------- | -------------------- | -------------------- |
| 1    | 24 tháng 1, 2020     | 978-4-04-064329-8    | -                    | —                    |
| 2    | 25 tháng 6, 2020     | 978-4-04-064664-0    | -                    | —                    |
| 3    | 24 tháng 10, 2020    | 978-4-04-065942-8    | -                    | —                    |
| 4    | 25 tháng 2, 2021     | 978-4-04-680166-1    | –                    | —                    |
| 4.5  | 25 tháng 6, 2021     | 978-4-04-680516-4    | –                    | —                    |
| 5    | 25 tháng 10, 2021    | 978-4-04-680846-2    | –                    | —                    |
| 6    | 25 tháng 2, 2022     | 978-4-04-681185-1    | –                    | —                    |
| 7    | 24 tháng 6, 2022     | 978-4-04-681477-7    | –                    | —                    |
| 8    | 25 tháng 10, 2022    | 978-4-04-681833-1    | –                    | —                    |
| 9    | 25 tháng 2, 2023     | 978-4-04-682213-0    | –                    | —                    |
| 9.5  | 23 tháng 6, 2023     | 978-4-04-682566-7    | –                    | —                    |
| 10   | 25 tháng 10, 2023    | 978-4-04-682985-6    | –                    | —                    |
| 11   | 24 tháng 2, 2024     | 978-4-04-683349-5    | –                    | —                    |
| 12   | 25 tháng 7, 2024     | 978-4-04-683797-4    | –                    | —                    |
| 12.5 | 25 tháng 11, 2024    | 978-4-04-684244-2    | –                    | —                    |

#### Chào mừng đến lớp học đề cao thực lực - Năm Ba
| # | Phát hành Tiếng Nhật | Phát hành Tiếng Nhật | Phát hành Tiếng Việt | Phát hành Tiếng Việt |
| # | Ngày phát hành       | ISBN                 | Ngày phát hành       | ISBN                 |
| - | -------------------- | -------------------- | -------------------- | -------------------- |
| 1 | 24 tháng 3, 2025     | 978-4-04-684635-8    | -                    | —                    |
| 2 | 25 tháng 7, 2025     | 978-4-04-684976-2    | -                    | —                    |

## Truyền thông

### Manga
Bộ truyện có hai phần manga chuyển thể. Phần Năm Nhất do Ichino Yuyu minh hoạ, được đăng trên tạp chí Monthly Comic Alive của Media Factory kể từ ngày 27 tháng 1 năm 2016. Các chương manga được tổng hợp thành 12 tập tankobon. Phần Năm Hai do Sasane Shia minh hoạ, cũng được đăng trên tạp chí Monthly Comic Alive kể từ ngày 25 tháng 12 năm 2021.

#### Chào mừng đến lớp học đề cao thực lực - Năm Nhất
| #  | Ngày phát hành    | ISBN              |
| -- | ----------------- | ----------------- |
| 1  | 23 tháng 9, 2016  | 978-4-04-068550-2 |
| 2  | 23 tháng 1, 2017  | 978-4-04-069039-1 |
| 3  | 23 tháng 3, 2017  | 978-4-04-069120-6 |
| 4  | 22 tháng 7, 2017  | 978-4-04-069303-3 |
| 5  | 22 tháng 11, 2017 | 978-4-04-069532-7 |
| 6  | 23 tháng 4, 2018  | 978-4-04-069747-5 |
| 7  | 21 tháng 11, 2018 | 978-4-04-065321-1 |
| 8  | 22 tháng 6, 2019  | 978-4-04-065704-2 |
| 9  | 23 tháng 1, 2020  | 978-4-04-064297-0 |
| 10 | 20 tháng 8, 2020  | 978-4-04-064789-0 |
| 11 | 23 tháng 6, 2021  | 978-4-04-680382-5 |
| 12 | 22 tháng 2, 2022  | 978-4-04-681125-7 |

### Anime
Mùa anime truyền hình chuyển thể đầu tiên đã được phát sóng từ ngày 12 tháng 7 năm 2017 đến 28 tháng 9 năm 2017. Mùa thứ hai và ba của anime truyền hình chuyển thể đã được công bố vào ngày 6 tháng 3 năm 2022. Trong đó mùa thứ hai phát sóng vào ngày 4 tháng 7 năm 2022; mùa thứ 3 phát sóng từ tháng 1 năm 2024.
Mùa thứ 4, chuyển thể phần Năm Hai của bộ truyện, đã được công bố trên sự kiện phát song trực tiếp "MF Bunko J Natsu no Gakuensai 2024" vào ngày 1 tháng 9 năm 2024.

#### Mùa 1 (2017)
Mùa đầu tiên được sản xuất bởi Lercher, được đạo diễn bởi Seiji Kishi và Hiroyuki Hashimoto, Aoi Akashiro biên kịch, Kazuaki Morita thiết kế nhân vật, và Ryo Takahashi soạn nhạc nền. Ca khúc mở đầu là "Caste Room", được biểu diễn bởi ZAQ. Ca khúc kết phim là "Beautiful Solider", được biểu diễn bởi Minami.
| Tập | Tiêu đề | Ngày phát hành chính thức |
| --- | --- | ------------------------- |
| 1   | "Ác là gì ?—Tất cả mọi thứ đều xuất phát từ sự yếu đuối." "Was ist schlecht? - Alles, was aus der Schwäche stammt." "Aku to wa nani ka yowasa kara shōzuru subete no mono da." (悪とは何か――弱さから生ずるすべてのものだ。) | 12 tháng 7 năm 2017       |
| 2   | "Phải có một tài năng và kỹ năng tuyệt vời mới che đậy được tài năng và kỹ năng của một ai đó." "C'est une grande habileté que de savoir cacher son habileté." "Sainō o kakusu noni mo takuetsu-shita sainō ga iru." (才能を隠すのにも卓越した才能がいる。) | 19 tháng 7 năm 2017       |
| 3   | "Con người là một loài động vật duy nhất mặc cả. không có loài động vật nào khác có đặc điểm này." "Man is an Animal that makes Bargains: No Other Animal Does This - No Dog exchanges Bones with Another." "Ningen wa torihiki o suru yuiitsu no dōbutsu de aru. Hone o kōkan-suru inu wa inai" (人間は取引をする唯一の動物である。骨を交換する犬はいない) | 26 tháng 7 năm 2017       |
| 4   | "Không nên khó chịu khi người khác giấu sự thật với ta. Khi mà ta đôi khi cũng tự giấu chính mình." "Il ne faut pas s'offenser que les autres nous cachent la vérité, puisque nous nous la cachons si souvent à nous-mêmes" "Tanin ga shinjitsu o inpei-suru koto ni taishite, wareware wa okoru beki denai. Nazenara, wareware mo jishin kara shinjitsu o inpei-suru no de aru kara." (他人が真実を隠蔽することに対して、我々は怒るべきでない。なぜなら、我々も自身から真実を隠蔽するのであるから。) | 2 tháng 8 năm 2017        |
| 5   | "Địa ngục, đó là những người xung quanh." "l'enfer, c'est les autres" "Jigoku, sore wa ta'nin de aru" (地獄、それは他人である。) | 9 tháng 8 năm 2017        |
| 6   | "Có hai loại nói dối. Nói đối để hoàn thành mục tiêu hiện tại và nói dối cho mục tiêu trong tương lai.." "Il y a deux sortes de mensonges: celui de fait qui regarde le passé, celui de droit qui regarde l'avenir." "Uso ni wa nishurui aru. Kako ni kan-suru jijitsujō no uso to nirai ni kan-suru kenrijō no uso de aru." (嘘には二種類ある。過去に関する事実上の嘘と未来に関する権利上の嘘である。)                                                                                               | 16 tháng 8 năm 2017       |
| 7   | "Không có gì nguy hiểm hơn có một người bạn ngu dốt; có một kẻ thù khôn ngoan còn tốt hơn.." "Rien n'est si dangereux qu'un ignorant ami; Mieux vaudrait un sage ennemi." "Muchi na yūjin hodo kiken na mono wa nai. Kashikoi teki no hō ga yoppodo mashida." (無知な友人ほど危険なものはない。賢い敵のほうがよっぽどましだ。) | 23 tháng 8 năm 2017       |
| 8   | "Hãy từ bỏ mọi hy vọng đi, những kẻ đã dám vào đây.." "Lasciate ogni speranza, voi ch'entrate" "Nanjira koko ni hairu mono, issai no nozomi o sute yo." (汝等ここに入るもの、一切の望みを捨てよ。) | 30 tháng 8 năm 2017       |
| 9   | "Con người bị kết án Tự do." "L'homme est condamné à être libre." "Ningen wa jiyū no kei ni sho-sareteiru." (人間は自由の刑に処されている。) | 6 tháng 9 năm 2017        |
| 10  | "Kẻ phản bội nguy hiểm nhất trong số tất cả chính là kẻ đang ẩn nấp bên trong mỗi người.." "Den farligste Forræder blandt alle er den, ethvert Menneske har i sig selv." "Uragirimono no naka de mottomo kiken naru uragiri mono wa nanika to ieba, subete no ningen ga onore jishin no naibu ni kakushiteiru tokoro no mono de aru." (裏切者の中で最も危険なる裏切者は何かといえば、すべての人間が己れ自身の内部にかくしているところのものである。)                                                  | 13 tháng 9 năm 2017       |
| 11  | "Tuy vậy cái mà người ta thường gọi là số phận đa phần chỉ là sự ngu ngốc của chính họ." "Was aber die Leute gemeiniglich das Shicksal nennen sind meistens nur ihre eigenen dummen Streiche." "Shikashi gaishite hitobito ga unmei to yobu mono wa, taihan ga jibun no gukō ni suginai." (しかし概して人々が運命と呼ぶものは、大半が自分の愚行にすぎない。) | 20 tháng 9 năm 2017       |
| 12  | "Thiên tài là, người sống trên mức điên rồ một bậc." "Das Genie wohnt nur eine Etage höher als der Wahnsinn" "Tensai to wa, kyōki yori mo ikkai sōbun dake ue ni sunde iru mono no koto de aru." (天才とは、狂気よりも1階層分だけ上に住んでいる者のことである。) | 27 tháng 9 năm 2017       |

#### Mùa 2 (2022)
Vào ngày 21 tháng 2 năm 2022, có thông báo rằng phần tiếp theo đang được sản xuất. Bộ phim sau đó được tiết lộ sẽ có thêm hai mùa nữa, với Lerche trở lại làm xưởng phim. Mùa thứ hai do Yoshihito Nishōji đạo diễn, Kishi và Hashimoto trở lại làm giám đốc, Hayato Kazano thay thế Akashiro làm người viết kịch bản và Morita trở lại làm người thiết kế nhân vật. Masaru Yokoyama và Kana Hashiguchi đang sáng tác nhạc, thay thế Takahashi. Mùa thứ hai được phát sóng từ ngày 4 tháng 7 đến ngày 26 tháng 9 năm 2022. Bài hát mở đầu "Dance in the Game" do ZAQ trình bày, và bài hát kết thúc "Hito Jibai" do Mai Fuchigami trình bày.

#### Mùa 3 (2023)
Mùa thứ ba ban đầu được lên kế hoạch vào năm 2023, nhưng sau đó đã bị trì hoãn do "nhiều tình huống khác nhau". Anime dự kiến khởi chiếu vào ngày 3 tháng 1 năm 2024. Ca khúc mở đầu mùa thứ ba, "Minor Piece" do ZAQ trình bày, trong khi ca khúc kết thúc, "The Great Revolution of this World" do Yui Ninomiya trình bày.

#### Mùa 4 (2025-)
Ngày 1 tháng 9 năm 2024, mùa thứ 4 đã chính thức được công bố tại sự kiện trực tiếp "MF Bunko J Natsu no Gakuensai 2024", chuyển thể phần Năm Hai của bộ chuyện.